# Кардама
В индуистской мифологии Кардама (санскр. कर्दम) — имя мудреца, мужа Девахути. Согласно «Бхагавата-пуране», в течение десяти тысяч лет Кардама совершал тяжёлые аскезы на берегу реки Сарасвати. Его медитации были настолько сильны, что Вишну был впечатлен им, и благословил Кардаму тем, что он сам родится как сын Кардамы. Но нужно особое место для рождения Вишну. С помощью своей магии Кардама создал виману (летательный аппарат), украшенное прекрасными драгоценными камнями, их было много в комнате. Там Кардама и его жена прожили сто лет. У них девять дочерей, а именно: Кала, Анасуя, Шрада, Хавирбу, Гати, Крия, Кьяти, Арундхати и Санти. Каждая была замужем за девятью великими мудрецами, а именно: Маричи, Атри, Ангирас, Пуластья, Пулаха, Крату, Бхригу, Васиста и Атхарван. Позже Вишну воплотился как их сын. Ему дали имя Капила. После рождения Капилы Кардама отправился в святое место.
Когда река Сарасвати начала высыхать, некоторые объяснили это теплом, которое и по сей день выделяет Кардама.